# Svart gryning
Svart gryning (originaltitel Los dueños del silencio) är en argentinsk-svensk-turkisk drama- och thrillerfilm från 1987 med regi och manus av Carlos Lemos. Filmen var Lemos' långfilmsdebut som regissör.

## Om filmen
Inspelningen ägde rum mellan den 4 augusti och 6 november 1986 i Stockholm och Buenos Aires. Filmen premiärvisades den 2 april 1987 i Buenos Aires och hade Sverigepremiär 28 augusti samma år i Stockholm. Filmen har visats två gånger av Sveriges Television.

## Rollista
- Bibi Andersson – Marie-Louise Wallén, ambassadör
- Thomas Hellberg – Sixten Rydén
- Grynet Molvig – Marianne, ambassadsekreterare
- Peder Falk – den argentinske kaptenen
- Oscar Martínez – löjtnant Rodríguez
- Arturo Bonín – Roger Melin
- Sara Key – ambassadtjänsteman
- Allan Svensson – ambassadtjänsteman
- Per Myrberg – chefredaktör på Morgonbladet
- Björn Granath – redaktionschefen
- Jonas Bergström – journalist
- Pia Green	– journalist
- Selva Alemán – Miriam
- María Vaner – modern på Plaza de Mayo
- Emilia Mazer – Laura, kvinnan på bron
- Víctor Laplace – fader Raymundo
- Oscar Martínez – löjtnant Rodríguez
- Julio de Grazia – Mozo
- Soledad Silveyra – den argentinske kaptenens fru
- María del Carmen Valenzuela – Mariela
- Gabriel Rovito – posttjänsteman
- Manuel Callau	– spion / dubbningsröst för Peder Falk
- Carlos Weber
- Jessica Zandén